# Neustadt (Hessen)
Neustadt (Hessen) è una città tedesca di 10 393 abitanti, situata nel land dell'Assia.

## Amministrazione

### Gemellaggi
Neustadt è membro del gemellaggio internazionale "Neustadt in Europa", che riunisce 36 città e comuni che portano nel nome la dicitura Neustadt ("città nuova").